# El Paso (Wisconsin)
El Paso es un pueblo ubicado en el condado de Pierce en el estado estadounidense de Wisconsin. En el Censo de 2010 tenía una población de 681 habitantes y una densidad poblacional de 7,5 personas por km².

## Geografía
El Paso se encuentra ubicado en las coordenadas 44°44′6″N 92°19′2″O / 44.73500, -92.31722. Según la Oficina del Censo de los Estados Unidos, El Paso tiene una superficie total de 90.79 km², de la cual 90.38 km² corresponden a tierra firme y (0.45%) 0.41 km² es agua.

## Demografía
Según el censo de 2010, había 681 personas residiendo en El Paso. La densidad de población era de 7,5 hab./km². De los 681 habitantes, El Paso estaba compuesto por el 99.27% blancos, el 0.15% eran afroamericanos, el 0.15% eran amerindios, el 0% eran asiáticos, el 0% eran isleños del Pacífico, el 0.15% eran de otras razas y el 0.29% pertenecían a dos o más razas. Del total de la población el 2.5% eran hispanos o latinos de cualquier raza.